# Gliniska
Gliniska este o arie protejată (arie specială de conservare — SAC, sit de importanță comunitară — SCI) din Polonia întinsă pe o suprafață de 16,59 ha, integral pe uscat.

## Localizare
Centrul sitului Gliniska este situat la coordonatele 50°51′35″N 23°38′06″E / 50.8597°N 23.6351°E.

## Înființare
Situl Gliniska a fost declarat sit de importanță comunitară în aprilie 2004 pentru a proteja 1 specie de animale. Situl a fost protejat și ca arie specială de conservare în februarie 2017.

## Biodiversitate
Situată în ecoregiunea continentală, aria protejată nu include niciun habitat protejat.
La baza desemnării sitului se află o specie protejată de  mamifere: popândău pătat (Spermophilus suslicus).